# The Singles (álbum de Goldfrapp)
The Singles es un álbum compilatorio del dúo de electrónica Goldfrapp. Fue lanzado en el Reino Unido, el 6 de febrero de 2012 por el sello Mute Records. El disco contiene 14 canciones, compuesta por los sencillos más destacados de sus cinco álbumes de estudio, incluyendo dos nuevas canciones «Yellow Halo» y la introspectiva y desafiante balada «new wave» «Melancholy Sky».

## Antecedentes
Tras la partida del dúo de la discográfica EMI en agosto de 2010, se confirmó en abril de 2011, que la banda había comenzado a trabajar en su sexto álbum de estudio. En diciembre de 2011, Mute Records anunció que una recopilación retrospectiva titulada The Singles sería lanzado el 6 de febrero de 2012 por Mute y Parlophone, incluyendo sus grandes éxitos de su carrera, así como dos nuevas canciones. El video musical de la canción “Yellow Halo” fue dirigido por Lisa Gunning y filmada en su totalidad con un iPhone Gunning, y contiene escenas filmadas en su gira realizada por Sudamérica en 2011. (Argentina, Brasil y Chile) En su paso por Argentina se puede ver la zona del barrio de San Telmo, las proximidades al Obelisco y su cierre en el marco del Personal Fest en la ciudad de Buenos Aires.

## Lista de canciones
Todas las canciones escritas y compuestas por Alison Goldfrapp y Will Gregory. 
| N.º | Título                                | Duración |  |
| 1.  | «Ooh La La»                           | 3:25     |  |
| 2.  | «Number 1»                            | 3:25     |  |
| 3.  | «Strict Machine» (Single Mix)         | 3:42     |  |
| 4.  | «Lovely Head»                         | 3:47     |  |
| 5.  | «Utopia (Genetically Enriched)»       | 3:51     |  |
| 6.  | «A&E»                                 | 3:18     |  |
| 7.  | «Happiness» (Single Version)          | 3:37     |  |
| 8.  | «Train»                               | 4:11     |  |
| 9.  | «Ride a White Horse» (Single Version) | 3:44     |  |
| 10. | «Rocket»                              | 3:52     |  |
| 11. | «Believer»                            | 3:44     |  |
| 12. | «Black Cherry»                        | 4:56     |  |
| 13. | «Yellow Halo»                         | 4:42     |  |
| 14. | «Melancholy Sky»                      | 4:28     |  |

| iTunes Bonus Tracks |                                |          |  |
| N.º                 | Título                         | Duración |  |
| 15.                 | «Utopia» (Plaid Remix)         | 4:41     |  |
| 16.                 | «Alive» (Cereal Spiller Remix) | 4:19     |  |